# Хов
Хов или Хо́ув (англ. Hove [ˈhoʊv]) — город в Великобритании, в графстве Восточный Суссекс. Приморский курорт к западу от Брайтона, на берегу пролива Ла-Манш. Административно объединён с соседним городом Брайтон в унитарную единицу Брайтон-энд-Хов.

## История
Во время строительных работ в 1852 году землекопы наткнулись на древнее захоронение (курган, скрытый городской застройкой), датируемое 1200-ми годами до н. э. Главная находка — Хоувская янтарная чаша (англ.) — хранится в городском музее.
Древнейшие сохранившиеся здание в городе — усадьба Хенглтонов (англ. Hangleton Manor), построенная около 1540 года для Ричарда Беллингема, шерифа Сассекса, и находящаяся по соседству церковь св. Елены. В 1930-х годах, с закрытием близлежащей железнодорожной станции, окрестности двух памятников были окружены плотной жилой застройкой.
Во времена Георга IV, с ростом популярности брайтонского взморья, вблизи побережья Хоува развернулось строительство приморских кварталов в стиле регентства. При королеве Виктории застройка широких улиц и бульваров, проводившаяся по регулярному плану, сместилась западнее и вглубь территории. Численность постоянного населения выросла со 100 жителей в 1801 году до 2500 в 1841-м и 11000 в 1871 году. Хоув, так же, как и Брайтон, привлекал английских и европейских знаменитостей и богачей (см. англ. список известных жителей Брайтона и Хоува). Современные англиканские церкви св. Варнавы, Всех Святых, Св. Андрея — также выстроены при Виктории.
Городской музей Хоува открыт в 1927 году в викторианской вилле постройки 1870-х годов (в Первую мировую войну в доме держали немецких военнопленных). Дом музея украшен «Джайпурскими воротами», выкованными в Англии к колониальной выставке 1886 года (англ.).

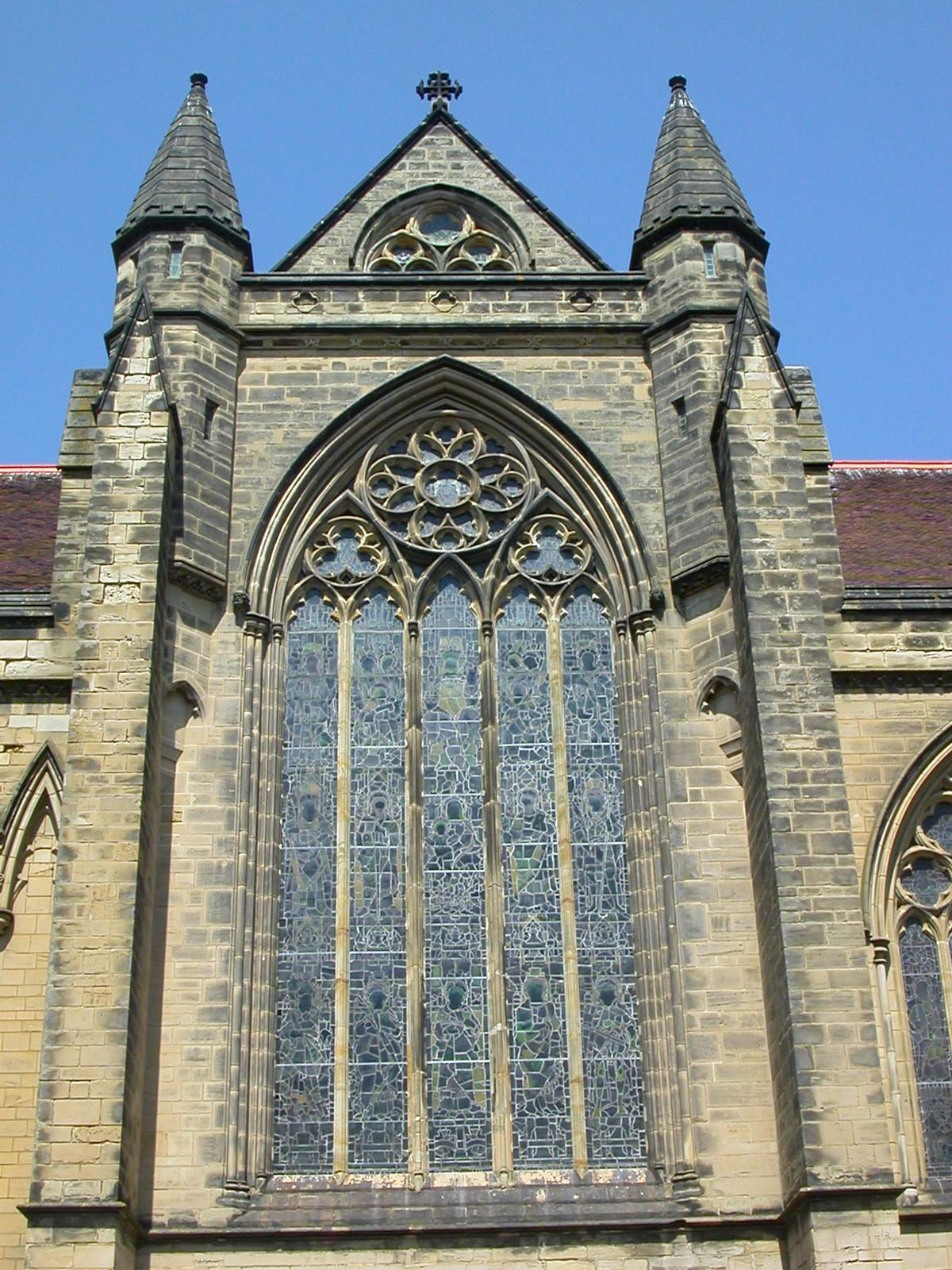
Церковь всех святых
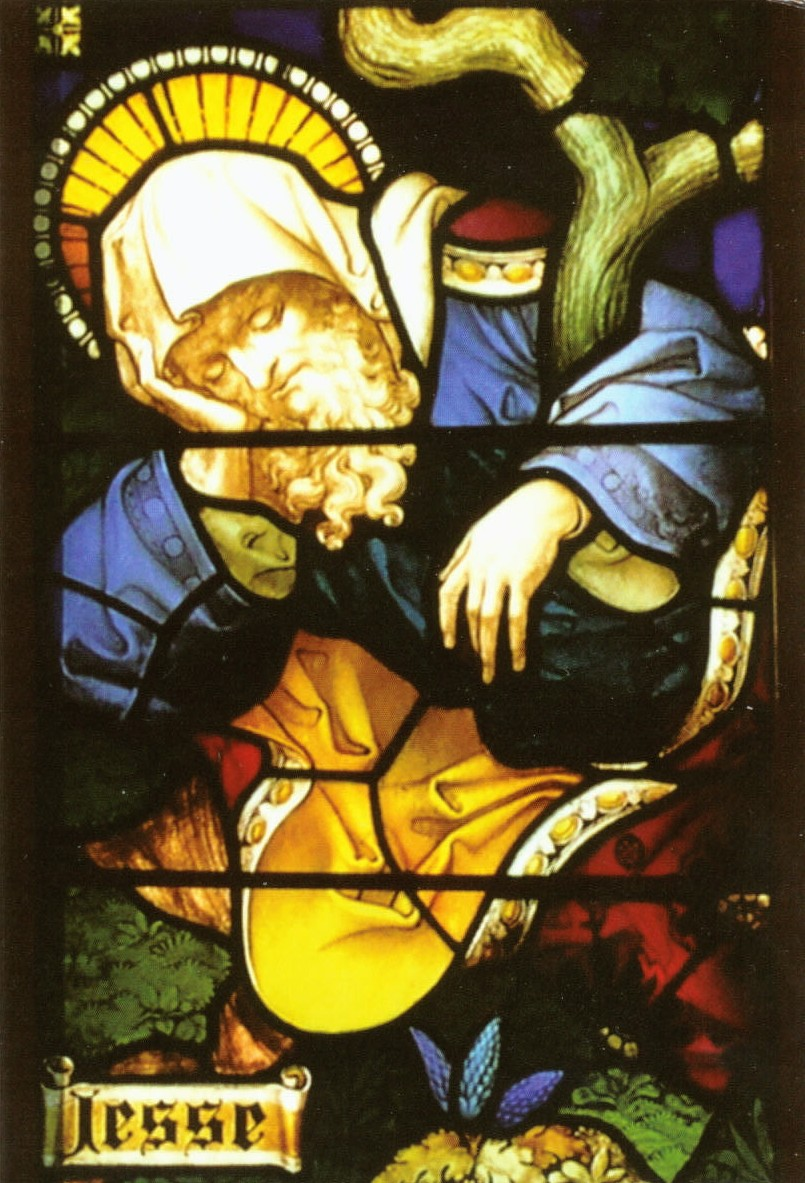
Витражи XIX века
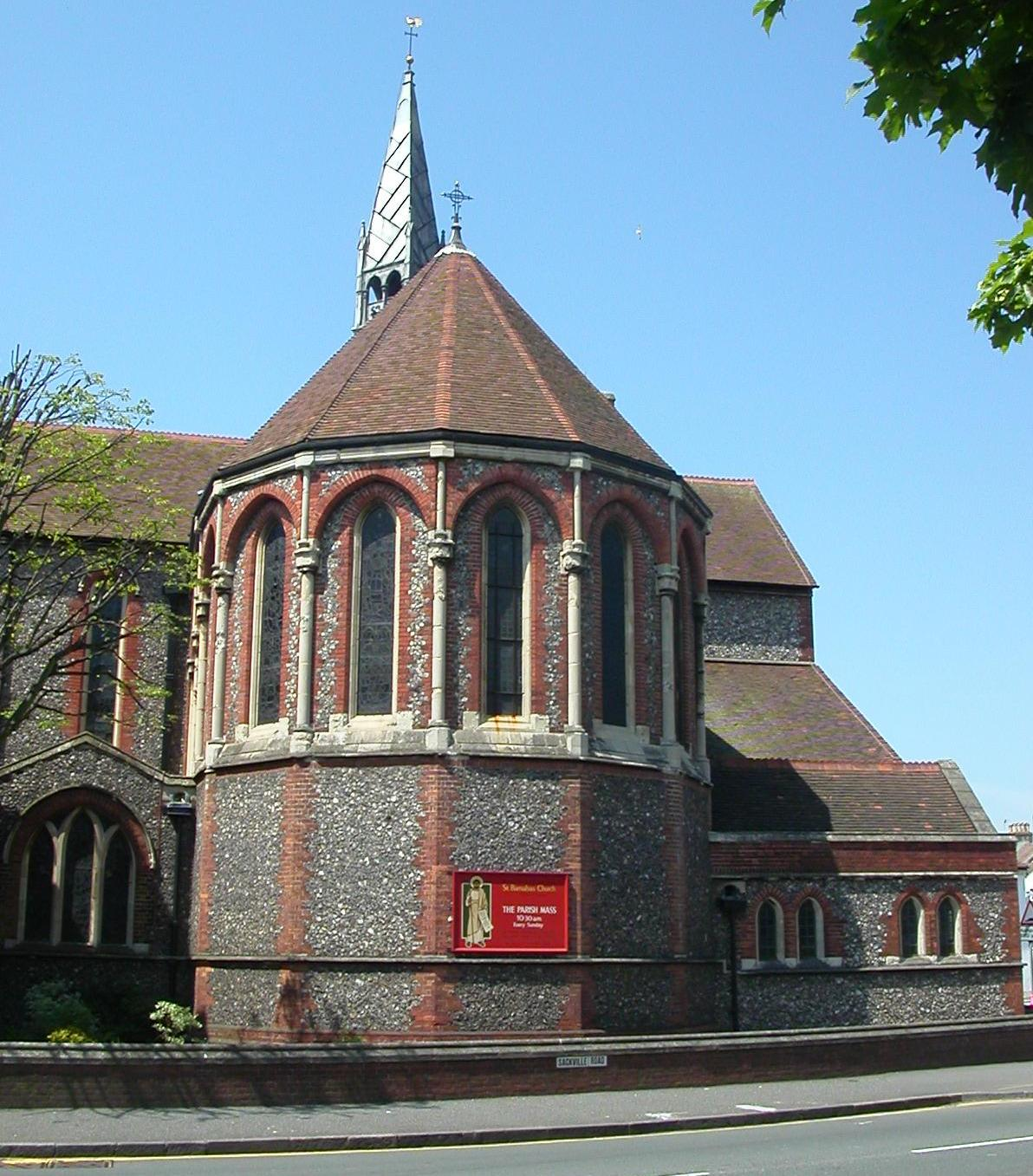
Церковь св. Варнавы
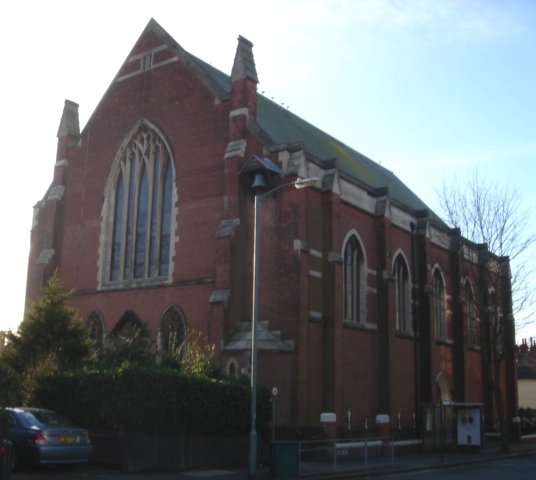
Коптская православная церковь Марии и Авраама

## Транспорт
В Хоуве находятся две станции Западной приморской железной дороги (англ. West Coastway Line) — собственно Хоув и Олдрингтон; станция Хоув соединена с Брайтонской железнодорожной линией. Есть пассажирское сообщение с Лондоном (как через Брайтон, так и минуя его) и Саутгемптоном. Железнодорожная ветка в долину Девилз Дайк (англ. Devil’s Dyke) была разобрана между двумя мировыми войнами.

## Образование
Колледж Беллербис, который находится в Брайтоне (англ. Bellerbys College), работает с 1956 года.

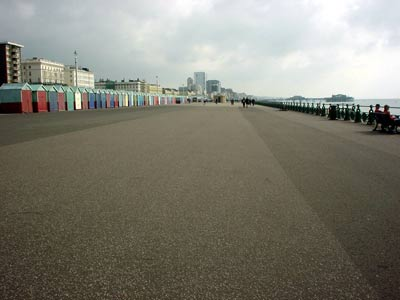
Пляж Хоува
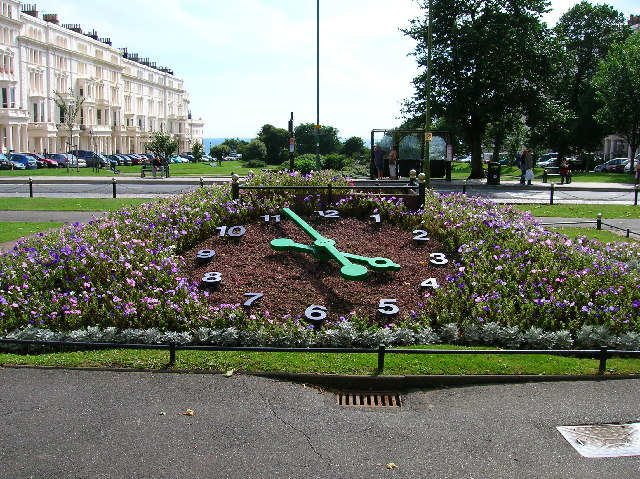
Цветочные часы в Хоуве